# Havrenne
Havrenne is een gehucht in de Belgische provincie Namen. Het ligt in de stad Rochefort, ruim vier kilometer ten noorden van het stadscentrum, langs de weg tussen Buissonville en Humain. Halverwege tussen Rochefort en Havrenne staat de Abdij van Rochefort.

## Geschiedenis
Havrenne was vroeger een gehucht van Humain in de provincie Luxemburg. Bij de gemeentelijke fusies van 1977 werd Humain overgeheveld naar Rochefort in de provincie Namen.
Deelgemeenten: Ave-et-Auffe · Buissonville · Éprave · Han-sur-Lesse · Jemelle · Lavaux-Sainte-Anne · Lessive · Mont-Gauthier · Rochefort · Villers-sur-Lesse · Wavreille

Overige dorpen en gehuchten: Auffe · Ave · Belvaux · Briquemont · Forzée · Frandeux · Génimont · Hamerenne · Havrenne · Jamblinne · Laloux · Navaugle · Vignée

Belgische gemeenten · arrondissement Dinant · provincie Namen · Wallonië